# Яссін Фахас
Яссін Фахас (19 квітня, 1987, Шенов, Франція) — алжирський хокеїст, правий вінгер. 

## Клубна кар'єра
Яссін Фахас розпочав свою кар'єру хокеїста в клубі «Дакс де Діжон», виступаючи в 2005-2011 роках в Лізі Магнус, вищому дивізіоні французького національного чемпіонату. У своєму першому сезоні, 2005/06 років, в професійному хокеї нападник виконав одну результативну передачу в 12 матчах регулярної частини сезону. Яссін також виходив на майданчик у чотирьох іграх плей-оф. Паралельно з виступами в Лізі Магнус, він у складі команди став переможцем Кубку Франції з хокею. У сезоні 2006/07 років вдвічі частіше виходив на майданчик у складі команди та провів 24 поєдинки, в яких він не відзначився жодними результативними діями. У наступних шести матчах плей-оф він також не відзначився результативними діями на льоду, але й не заробив жодної штрафної хвилини. У сезоні 2007/08 років Фахас в регулярній частині сезону та в плей-оф загалом зіграв 21 поєдинок на льоду. Однак, у наступні роки гравець збірної Алжиру втратив своє місце в «Дакс де Діжон» і в сезоні 2010/11 років грав за другу команду клубу в третій групі четвертого дивізіону чемпіонату Франції з хокею. Влітку 2011 року Яссін Фахас вирішив розпочати нову сторінку в своїй кар'єрі та приєднався до алжирського ХК «Бліда». 
Завершив кар'єру в 2014.

## Кар'єра в збірній
Яссін Фахас належить до числа гравців-засновників національної збірної Алжиру з хокею на льоду. З-поміж інших гравців він представляв збірну на Арабського кубку з хокею 2008 року.

## Досягнення
- Кубок Франції з хокею
  -  Володар (1): 2006 (у складі «Дакс де Діжон»)

## Статистика виступів у Лізі Магнус
(Станом на кінець сезону 2011/12 років)